# Inoculation psychologique
La théorie de l’inoculation psychologique, développée pour protéger les attitudes et les croyances existantes, montre comment renforcer la résistance à de futurs contre-arguments inacceptables ou à des attaques persuasives. L’inoculation consiste à expliquer les contre-arguments d’une opinion (la croyance) d’une personne et lui montrer en quoi le contre-argument est faux (la réfutation). Par exemple, après avoir démontré à un groupe que la Terre est ronde (la croyance), on commente le mythe de la Terre plate (contre-argument) et on indique comment la science a montré la quasi-sphéricité de la Terre (la réfutation). Les réfutations ou démentis présentés dans un message doivent soutenir correctement les attitudes et les croyances actuelles, mais être suffisamment intelligibles pour que le récepteur puisse les comprendre,.
Depuis plusieurs décennies, les milieux académiques étudient la théorie de l’inoculation psychologique, la testent expérimentalement. On utilise les techniques d’inoculation psychologique, développées par les chercheurs, en formation ou pour influencer l’opinion publique, par exemple. Plusieurs articles scientifiques passent en revue son application en politique, dans les campagnes en santé publique (en),, en marketing, en éducation et dans les communications scientifiques (en) sur le réchauffement climatique entre autres. John A. Banas et Stephen ont publié une méta-analyse, et Josh Compton un aperçu de la théorie. Le nom de la théorie « Inoculation psychologique » fut choisi par analogie avec l’inoculation en médecine.

## Historique

### Lavage de cerveau en Corée du Nord
C’est la guerre de Corée qui joua le rôle de catalyseur pour la formation de la théorie de McGuire. En effet, des soldats américains emprisonnés par la Corée du Nord renièrent leur pays et les valeurs associées : « capitalisme », « démocratie », etc. Ces croyances culturelles, qui semblaient aller de soi, n’avaient jamais été opposées à des contre-arguments, et leur préservation n'avait jamais été justifiée à ces soldats.
Le lavage de cerveau et la manipulation mentale des soldats furent perçus comme un échec des institutions à soutenir les valeurs américaines. Pour contrer cet échec, on décida de renforcer davantage ces croyances. McGuire proposa au contraire non pas de renforcer les croyances, mais de rendre les individus conscients de la vulnérabilité de leurs croyances et de les aider à se défendre en leur enseignant les contre-arguments et leurs réfutations. L’ajout de ces deux étapes à la formation correspondant aux deux mécanismes de l’inoculation : l’exposition à la menace par contre-argument et la réfutation. 
Dans la continuité de ces travaux, McGuire réalisa une série d’expériences basées sur la comparaison entre une procédure de soutien, qui explique en quoi une croyance est bonne ou légitime, et une procédure d’inoculation. On testa avec succès l’hypothèse selon laquelle l’inoculation immunise davantage les individus qu'un soutien des croyances culturelles, des mèmes largement acceptés, mais jamais remis en cause.

### Premiers pas
À l’origine du concept d’inoculation se trouvent les travaux en 1953 de Carl Iver Hovland, Arthur A Lumsdaine et Fred D Sheffield qui comparent la portée persuasive des « messages de soutien » qui défendent un seul point de vue sur un sujet, et les messages montrant le pour et le contre, une forme d’inoculation. Ils concluent à la supériorité de l’inoculation à produire de la résistance à la persuasion, comparée aux messages de soutien. 
C’est William J. McGuire qui formula le premier la théorie de l’inoculation psychologique qu’il nomma ainsi par rapprochement avec le monde médical. Selon lui, elle permet d’« immuniser » l’individu contre de futures attaques persuasives au même titre qu’un vaccin biologique le protège d’un virus. 
Par souci d’éthique, lorsque McGuire crée cette théorie, il l’applique sur les clichés sociaux, rarement remis en question ou attaqués. Par exemple, les premières expériences portent sur l’importance de se brosser les dents. Peu de gens réfutent que se brosser les dents soit une bonne habitude. Par conséquent, des contre-arguments au brossage des dents ne risquent pas de nuire aux sujets, au mieux si l’expérience fonctionne bien, elle renforcera le soutien au brossage.

### Généralisation
Par la suite, l’application de la théorie de l’inoculation s’est développée et répandue dans les domaines de la santé, de la politique, de l’éducation et de la commercialisation. Par exemple, on fit des expériences sur la prévention de la toxicomanie chez les jeunes. Ultérieurement, les chercheurs ont étudié les situations dans lesquelles les gens ont des attitudes préexistantes, comme le vote des partisans politiques ou contre la vaccination. La théorie se répand aussi dans le monde francophone. 
L’utilisation de la théorie de l’inoculation couvre non seulement les problèmes sociaux contemporains simples, mais aussi très controversés. En parallèle, la variété et le nombre d’études portant sur la théorie de l’inoculation aident à renforcer l’efficacité et l’utilité de la théorie. Il devient alors généralement accepté, que l’inoculation psychologique puisse être utilisée pour prédire ou renforcer les attitudes.

## Description de l’inoculation psychologique

### Composants
Une stratégie d’immunisation, dans le cas d’un virus, consiste à inoculer une version réduite d’un virus pour stimuler les défenses immunitaires et les rendre plus à même de contrer par la suite une forme virale plus forte. Sur le plan psychologique, les individus évitent en général les informations contradictoires pour éviter la dissonance cognitive. Cette attitude les conduit à ne pas développer de résistance, ils vivent dans un monde « aseptisé », dénué d’idées extérieures remettant en question les leurs. Ainsi, baignant dans un environnement idéologique généralement homogène, l’individu sous-évalue la fragilité de ses croyances ainsi que la probabilité qu’elles se fassent réfuter.
Pour McGuire, l’inoculation psychologique doit passer par l’exposition à des arguments en conflit avec son attitude pour stimuler ses « défenses psychologiques » et le motiver à répondre à une attaque persuasive.
L’inoculation psychologique se compose de deux procédures : une de soutien des idées et une d’inoculation psychologique qui utilise des contre-arguments montrant les menaces et expliquant leurs réfutations.
Du point de vue médical, une « procédure de soutien » consiste à prévenir une attaque virale en renforçant l’organisme par différents moyens (c.-à-d. vitamines, régime alimentaire équilibré, etc.). En psychologie, le soutien se traduit par l’apport d’arguments en accord avec l’attitude de l’individu, dans le but de le protéger d’une attaque persuasive.

### L’opérationnalisation de l’inoculation psychologique
L’opérationnalisation de l’inoculation psychologique, la prévention par réfutation, comporte trois phases :
- La procédure commence par une formation ou une séance d’information qui « (…) permet d’homogénéiser les connaissances des sujets et de les activer[20] ».
- En second, l’inoculation proprement dite expose les sujets à des arguments en désaccord avec les connaissances étudiées dans la phase antérieure, les contre-arguments.
- En troisième, la phase de réfutation, le sujet réfute lui-même les arguments négatifs présentés précédemment, on l’appelle la réfutation active. Le sujet peut aussi utiliser des contre-arguments qu’on lui propose, c’est la réfutation passive. En 1961, McGuire et Papageorgis[13] démontrent qu’une inoculation passive, consistant à lire les différents arguments, offre une meilleure résistance à la persuasion qu’une inoculation active, où les participants doivent écrire eux-mêmes les arguments et leurs réfutations. En revanche, lors d’une attaque avec nouveaux arguments, une inoculation active incite davantage les sujets à s’opposer[21].

Souvent, pour vérifier l’efficacité de l’inoculation, le sujet répond à un questionnaire, afin de mesurer le niveau de sa résistance à la persuasion. 

## Résultats expérimentaux

### Études comparatives
Plusieurs tests en laboratoires et en société montrent l’efficacité de l’inoculation. 
Dans une étude de D. A. Muller en 2007, 364 étudiants de première année de physique ont suivi au hasard l’une de ces quatre types de formations sur les lois de Newton : 
1. Exposition : une brève présentation ;
2. Soutien : une formation complète ;
3. Inoculation psychologique : formation complète et présentation d’idées fausses avec leur réfutation ;
4. Inoculation psychologique active : formation précédente avec ajout d’une discussion.

Les chercheurs montrèrent que l’inoculation psychologue, active ou non, apporte les gains d’apprentissage les plus importants et significatifs. Les participants ayant de faibles connaissances antérieures en ont profité le plus.
Par exemple, lors des élections américaines de 1988, Pfau et Josh Compton montrent que l’inoculation contre les attaques politiques était supérieure à une réfutation publiée après une attaque,. 
Compton, Jackson et Dimmock ont passé en revue plusieurs études où l’inoculation psychologique est appliquée en santé. Il existe de nombreuses études sur l’inoculation des enfants et des adolescents pour prévenir la consommation de tabac, de drogues ou d’alcool. Une grande partie des études montrent que les enfants inoculés avant l’âge de 12 ans résistent mieux à la pression des pairs lorsqu’ils deviennent adolescents ou jeunes adultes.

### Effets de l’attitude initiale
Grover a étudié l’efficacité d’une campagne antitabac sur les fumeurs et les non-fumeurs. Les données recueillies montrent que l’inoculation fonctionne différemment si le comportement existe (fumeur) ou pas (non-fumeur). L’attitude initiale joue un rôle majeur dans la capacité d’inoculer un individu.

### Persistance de l’inoculation
Une étude de Pfau et de ses collaborateurs examina le rôle et la persistance de l’inoculation pour dissuader les jeunes de fumer. Un groupe d’élèves du primaire dans le Dakota du Sud regarda une vidéo les prévenant des futures pressions pour inciter à commencer à fumer la cigarette. Au cours de la première année, on observa une augmentation de la résistance chez les personnes ayant une faible estime de soi. À la fin de la deuxième année, tous les écoliers ont montré plus de résistance comportementale au tabagisme qu’auparavant. 

### Autre approche: l’inoculation active guidée avec débat
C’est dans leur article sur la prévention de la violence juvénile publié en 2002 que Goutas, Girandola et Minary proposèrent la notion « d’inoculation active guidée avec débat » qui ajoute un débat lors de la phase de réfutation. Dans le but de diminuer les comportements agressifs des préadolescents et de les immuniser contre les croyances dans la légitimité de la violence, ils utilisèrent la procédure d’inoculation active. Ainsi, la phase de réfutation active prit la forme d’un débat de 10 minutes sur la violence, où l’on conduisit les participants à donner des arguments en faveur (phase d’inoculation) et ensuite à les réfuter par eux-mêmes (phase de réfutation). Enfin, lors de la phase d’attaque, l’expérimentateur présentait des arguments favorables à l’utilisation de la violence.
Remarquons que les auteurs ne peuvent pas évaluer l’efficacité de la méthode d’inoculation active guidée parce qu’ils n’ont pas utilisé de groupe témoin. Néanmoins, cette nouvelle approche reste pertinente dans la mesure où elle permet d’interagir avec les jeunes participants durant la procédure, de la rendre plus interactive notamment lors de l’entrainement, et de fournir l’occasion aux élèves de demander des indications sur les contre-arguments ou le vocabulaire qu’ils ne comprennent pas.

### Message normatif ou informatif et inoculation en deux séances
Linda C. Godbold et Pfau ont utilisé l’inoculation psychologique sur des élèves de sixième année de deux écoles différentes pour les protéger contre la pression des pairs sur la consommation de l’alcool. Ils ont émis l’hypothèse qu’un message normatif, adapté aux normes sociales, serait plus efficace qu’un message informatif qui explique seulement pourquoi il ne faut pas consommer de l’alcool. Cette étude montre que le message normatif crée une résistance plus élevée.
Dans la même étude, on compare aussi les niveaux de résistance des sujets qui reçoivent la formation sur les menaces deux semaines après la formation normative à ceux qui reçoivent la formation en une seule fois. On ne mesure pas de différences significatives.

### Méta-analyse
John A. Banas et Stephen ont publié une méta-analyse sur le sujet et dans le résumé de l’article il écrit :
« Une méta-analyse de 54 études… montre qu’un message utilisant l’inoculation psychologique confère une meilleure résistance aux influences contradictoires qu’un simple message de soutien (informatif) ou sans message [pour le groupe témoin]. »
De plus, la méta-analyse montre que l’efficacité est similaire même si les messages de résistances ne sont pas les mêmes que ceux rencontrés par les gens après la séance d’inoculation. 

## Application de l’inoculation psychologique
On utilise l’inoculation psychologique principalement dans le façonnement ou la manipulation de l’opinion publique. Ainsi, plusieurs articles scientifiques passent en revue son exploitation en politique, dans les campagnes en santé publique (en),, en marketing, en éducation et dans les communications scientifiques (en) sur les changements climatiques entre autres.

Selon John Cook, chercheur dans l’enseignement des sciences :
« Cette approche [inoculation psychologique] se traduit par des gains d’apprentissage nettement plus élevés que les cours habituels qui enseignent simplement la science, ».

### Consommation
Dans le secteur de la consommation, Compton et Pfau menèrent une étude afin de prévenir les dépenses excessives et le surendettement des étudiants. L’inoculation visait à les rendre plus résistants au marketing publicitaire sur l’adoption des cartes de crédit.

#### Commercialisation et mise en marché
La recherche sur la publicité et la commercialisation est principalement axée sur la promotion de modes de vie saine à l’aide d’un produit ou pour un objectif spécifique de l’entreprise. Peu de temps après que McGuire a publié sur la théorie de l’inoculation, Szybillo et Heslin ont appliqué les concepts utilisés par McGuire dans l’industrie de la santé à des campagnes de publicité et de commercialisation. Ils ont cherché à apporter des réponses aux annonceurs commercialisant un produit ou un sujet controversé : si un annonceur savait que le produit ou la campagne provoquerait une attaque, quelle serait la meilleure stratégie publicitaire ? Voudraient-ils réfuter les arguments ou réaffirmer leurs affirmations ? 

### Dénialisme
Le déni de la science s’est accru considérablement ces dernières années. Un facteur majeur est la propagation rapide de la désinformation et des fausses nouvelles par les médias sociaux (comme Facebook), ainsi que la mise en évidence de cette désinformation dans les recherches Google. Cependant, John Cook et ses collègues,, ont montré que la théorie de l’inoculation peut contrer le déni. 
Le déni du changement climatique est un problème particulier dans la mesure où sa nature planétaire et sa longue durée sont particulièrement difficiles à percevoir pour l’individu, car le cerveau humain a évolué pour faire face aux dangers immédiats et à court terme. Cela implique un processus en deux étapes. Premièrement, répertorier et analyser la cinquantaine de mythes les plus courants sur le changement climatique, en identifiant les erreurs de raisonnement et les erreurs logiques de chacun. Deuxièmement, montrer la faille du contre-argument en utilisant la même logique, souvent poussée à l’extrême ou à l’absurde. L’humour, quand il est approprié, peut être particulièrement efficace.

### Politique
L’inoculation a fait ses preuves lors des élections américaines en 2000, par Pfau, Park, Holbert, et Cho, en augmentant l’intérêt de certains groupes participants pour la campagne électorale, leurs connaissances vis-à-vis des candidats ainsi que leur intention d’aller voter, comparativement au groupe contrôle.

### Santé
Une grande partie des travaux menés dans le domaine de la santé tente de créer des campagnes qui encouragent les gens à arrêter les comportements malsains, par exemple, arrêter de fumer ou prévenir l’alcoolisme. Compton, Jackson et Dimmock ont passé en revue les études où la théorie de l’inoculation était appliquée aux messages liés à la santé.
En santé, Olley, Abbas, et Gidron travaillèrent sur la promotion du préservatif par les femmes nigériennes atteintes du SIDA. Bien qu’ils n’aient pas réussi à augmenter l’utilisation réelle du contraceptif, la procédure d’inoculation a néanmoins induit une hausse du sentiment d’efficacité à se servir d’un préservatif et une baisse des barrières sociales et cognitives à son emploi telles la motivation, la satisfaction sexuelle, etc.
Ivanov et coll. ont constaté que les messages d’inoculation équipent efficacement les enfants pour quand ils deviennent adolescents. Ils résistent mieux aux pressions pour avoir des rapports sexuels non protégés ou pour participer à des beuveries.
En 2019, les chercheurs ont commencé à tester l’inoculation en tant que psychothérapie pour ceux possédant une mauvaise attitude ou croyance. Josh Compton a publié un aperçu sur l’ampleur de son utilisation.

### Sécurité des systèmes d’information
Treglia et Delia ont appliqué la théorie de l’inoculation à la sécurité informatique : les utilisateurs et les personnes travaillant dans ce domaine sont sujettes aux escroqueries électroniques ou à de fausses représentions. Tout cela peut amener les personnes à s’écarter des procédures et des principes de sécurité et rendre vulnérables l’organisation et ses systèmes informatiques à des logiciels malveillants, au vol de données ou à une perturbation des systèmes et des services.

### Lutte contre la désinformation
Une étude publiée dans Sciences advances en août 2022 rapporte qu'une équipe internationale de chercheurs en psychologie des universités de Cambridge, Bristol et Perth a réalisé une expérience qui consiste à inoculer psychologiquement de fausses nouvelles à faible dose à des internautes. Le but est de stimuler, tel un vaccin, l’immunité de ceux-ci envers la désinformation afin de leur permettre de distinguer une information d'une intox. Selon les chercheurs, cette technique augmente « la capacité des gens à discerner le contenu digne de confiance de celui qui ne l’est pas, et améliorent la qualité de leurs décisions de partage ».
Sebastian Dieguez, chercheur en psychologie cognitive à l'université de Fribourg remet partiellement en cause cette théorie car selon lui la méthode est « similaire dans la forme à celle utilisée pour communiquer dans les milieux complotistes ». Le neuroscientifique qui reconnait la nécessité « de sensibiliser les gens à des manœuvres rhétoriques pour aider à distinguer des sources fiables des autres » précise que l'étude en laboratoire connait aussi des limites par rapport à la vie réelle car elle crée  « des situations assez artificielles, avec des personnes prévenues, qui doivent jauger des messages assez inoffensifs, ni politiques ni clivants ».

## Recherches récentes ou courantes
Dans le domaine de la lutte contre la toxicomanie chez les enfants, on propose de faire des recherches sur l’utilisation de l’inoculation pour : 
- Lutter contre la tendance des parents à éviter les conversations sur la toxicomanie avec leurs enfants[41] ;
- Favoriser les conversations avec les enfants dans les familles[41].

Les recherches plus récentes ont examiné les effets de l’inoculation sur les sujets eux-mêmes en plus des attitudes qu’ils ont, y compris l’efficacité des méthodes utilisées.
Compton et Ivanov proposent un survol des recherches sur l’utilisation de l’inoculation dans les campagnes électorales américaines et brossent un portrait nuancé du fonctionnement de l’inoculation dans ces campagnes. 

### La réactance psychologique
Des études récentes ont abordé l’inoculation en incorporant la théorie de la réactance psychologique,, comme un moyen d’améliorer les résultats de la résistance des jeunes adultes en se basant sur les deux éléments clés de la théorie de l’inoculation : les menaces que posent les contre-arguments et leurs réfutations.
Par exemple, Miller et ses collaborateurs ont axé leur étude sur la réactance aux messages persuasifs des adolescents et des jeunes adultes. La recherche a démontré que les personnes vivant une phase de transition dans leur vie défendent avec plus de vigueur leurs libertés comportementales si elles estiment que d’autres tentent de contrôler leur comportement,. En général, ces personnes s’appuient sur la crédibilité de la source pour accepter un message. Mais si le message menace leurs libertés, ils rejettent le message même s’ils jugent la source fiable. 
Alors que la plupart des études sur l’inoculation évitent la réactance, ou, à tout le moins, minimisent son impact, Miller et ses collaborateurs ont choisi d’incorporer la réactance dans la conception des messages afin d’augmenter la résistance. L’objectif principal de leur étude est de déterminer comment améliorer l’efficacité du processus d’inoculation en évaluant, et en générant, une réactance à une liberté menacée. 
Les résultats de leur expérimentation ont permis de comprendre que l’inoculation couplée à des messages améliorés par la réactance conduit à des « effets de résistance plus forts » (p. 148). Conformément à l’analogie médicale de la théorie de l’inoculation, Miller et ses collaborateurs comparent les messages renforcés par la réactance à un « rappel de vaccin », augmentant ainsi le succès de l’inoculation.

## Critiques de la théorie
L’importance qu’accorde McGuire à l’exposition sélective parait surestimée à la lumière des résultats de Zuwerink Jacks & Cameron. En effet, les stratégies rapportées les plus utilisées pour rehausser la résistance des sujets sont : le renforcement de l’attitude, la confiance dans les arguments et la compréhension de l’argumentation de réfutation. En revanche, l’exposition sélective (utilisation d’aspects négatifs et décrédibilisation de la source ou du messager) est moins utilisée, car moins bien perçue socialement et considérée comme « impolie ». 

### Réplication des études
Certaines études comparatives, comme celles de Romain Veillé ne mesurent pas de valeur ajoutée « [dans notre étude]. On ne peut donc pas affirmer ici qu’une stratégie d’inoculation est plus efficace qu’une stratégie de soutien en matière de résistance à la persuasion… il nous semble étrange qu’il n’y ait pas eu réplication de la supériorité de l’inoculation face au soutien ».